# Movité archeologické prameny
Movité archeologické prameny jsou takové prameny, které se dají přemístit na rozdíl od nemovitých pramenů, které se přemístit nedají (val, zásobní jáma, pozůstatky domů).

## Rozdělení movitých archeologických pramenů
- Artefakty – předměty, které byly záměrně vyrobené nebo upravené člověkem (např. nástroje, nádoby, zbraně, šperky, domy)[1][2][3]
- Ekofakty – předměty, které vznikly nezáměrným působením člověka jako vedlejší produkt jeho činnosti (např. výrobní odpad, vyšlechtěné plodiny, kulturní krajina)[1][2][3]
- Přírodní prameny – prameny, které mohou nést informace o lidském světe v minulosti, ale člověk je nijak neovlivnil (např. vzorky pylu nebo drobné fauny, vypovídající o přírodním prostředí)[1][2][3]

### Dělení artefaktů podle surovin
- kámen (štípaná, broušená a vrtaná industrie – pazourky, hlavice seker…)
- dřevo (obydlí, nábytek, části složených nástrojů – sekeromlat, kopí…)
- kosti a paroží (zbraně – nože, harpuny, palice; šperky – náhrdelníky; ostatní - píšťaly, sošky…)
- zvířecí kůže (oděv, obuv, obydlí…)
- hlína (keramické nádoby, mazanice, stavební keramika...)
- kovy (měď, cín, bronz, zlato, platina, stříbro, olovo, železo… – různé nástroje, nádoby, ozdoby...)
- sklo (skleněné nádoby, šperky)
- dřevěné uhlí (používané k tavbě kovů)[4]

### Dělení ekofaktů
- kulturní plodiny (pšenice, hrách, len, čočka ...)
- výrobní odpad (odštěpky kamenů, uhlíky z ohniště, struska)
- pozůstatky domácích zvířat (hovězí dobytek, ovce, kozy, prasata, psi)
- pozůstatky člověka (kosti, zuby)[4]

### Dělení přírodních pramenů[4]
- malakofauna (ulity, lastury…)
- pylová zrna
- rostlinné makrozbytky (zbytky rostlin, které lze pozorovat okem)